# 新垣優香
新垣 優香（あらがき ゆうか、1993年2月14日 - ）は、東京都出身のグラビアアイドル。

## 来歴・人物
- 趣味 水泳・料理
- 特技 ガンゲーム・身体が柔らかい・ヨガ
- 主な経歴 モデル FLASH グラビア争奪戦準ブランプリ[1] ・ 美人スナップ ・ yyc 広告モデル

## 作品

### DVD
- 聖女伝説（2016年2月26日、スパイスビジュアル）
- ミルキー・グラマー（2016年5月20日、竹書房）
- 年上が好き（2016年8月26日、スパイスビジュアル）
- 僕だけの彼女 （2016年12月23日、スパイスビジュアル）
- めろめろ（2017年5月25日、エアーコントロール）
- ひとりだけの彼女 （2017年11月24日、スパイスビジュアル）
- 君のEmotion （2018年9月1日、グラビジョン）
- 誘惑優香（2020年6月25日、フェイス）
- もしもカノジョが#グラドルだったら（2021年2月18日、IDOL VENUS）

### VR
- apartment Days! 新垣優香 act1（2018年9月28日、ファンタスティカ）
- apartment Days! 新垣優香 act2（2018年10月19日、ファンタスティカ）

## 出演

### 映画
- TURNING POINT3（2023年10月14日、エンタメイティブ、監督：ハシテツヤ）- 田淵里美 役[2]